# Cukorszóró

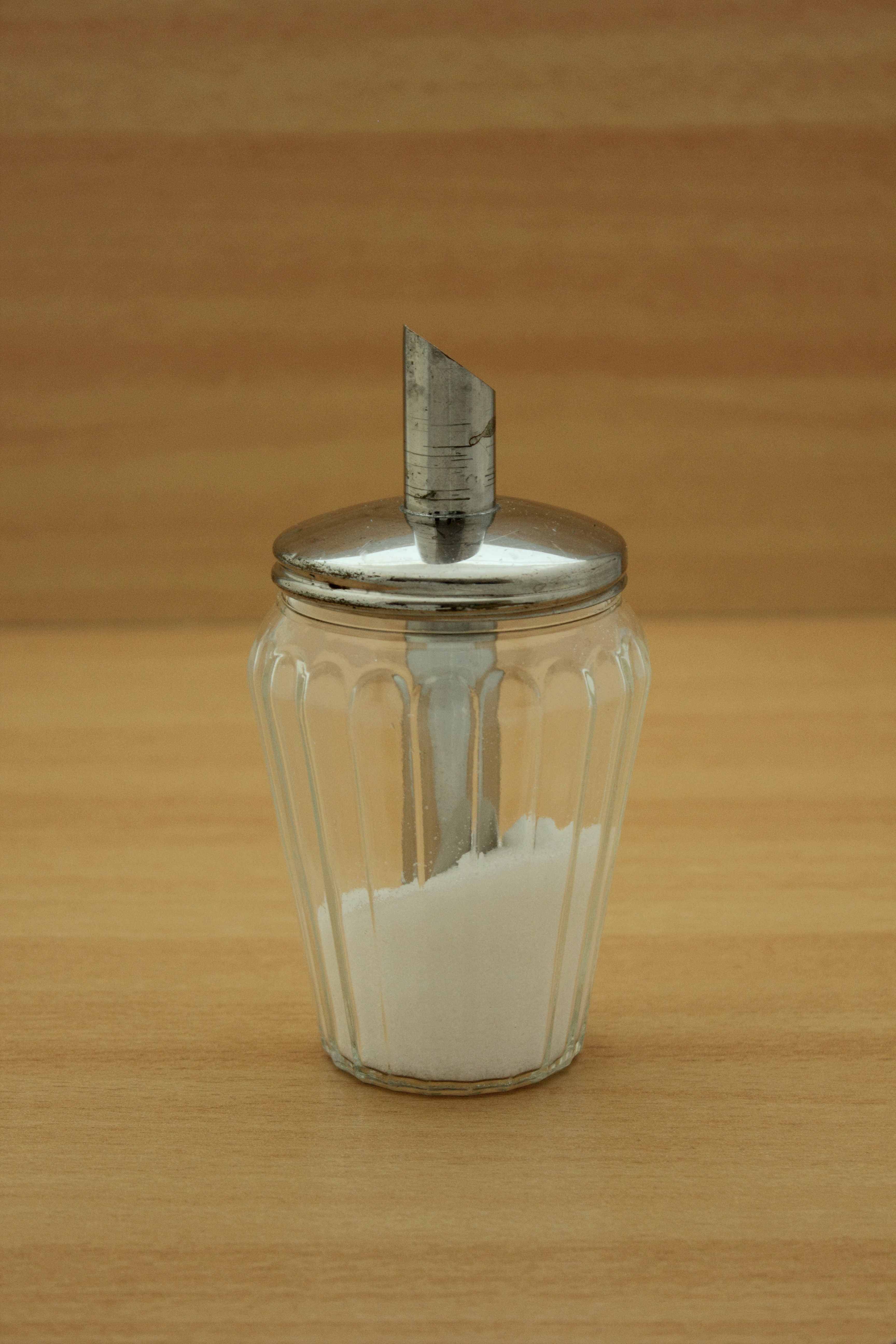
Cukoradagoló

A cukorszóró olyan edény, amelynek lyukas fedelén keresztül a cukor kiszórható. A porcukorhoz használt cukorszóró esetében a fedélen több lyuk van, egyenletes széthintést biztosítva. Kristálycukor esetén a fedél egyetlen nyílásához egy cső csatlakozik, amely a cukor adagolását teszi lehetővé; ez a tea és kávé felszolgálásának kelléke.
Bethlen Gábor 1629-ben készült végrendeletében az ezüstneműk felsorolásában már szerepel egy nádméz porozó, de Magyarországon – a cukortartóhoz hasonlóan – a 18. században terjedt el széles körben.
Egy 2014. szeptember 1-jén hatályba lépő miniszteri rendelet szerint a közétkeztetésben az étkezőasztalon cukortartó nem helyezhető el.